# アル・プラ・ダ・リュブラガート
アル・プラ・ダ・リュブラガート （カタルーニャ語: El Prat de Llobregat, カタルーニャ語発音: [əɫ ˈpɾad də ʎuβɾəˈɣat]）は、スペイン・カタルーニャ州バルセロナ県のムニシピ（基礎自治体）。バルセロナ都市圏に含まれる。都市内のインフラストラクチャーとして最重要であるのがバルセロナ＝エル・プラット空港である。

## 歴史
アル・プラ・ダ・リュブラガートは、リュブラガート川のデルタ地帯に面積がすべて含まれた唯一の自治体である。都市としての核が整うまでの長い間、10世紀からアル・プラの地には人が定住していた。17世紀後半のアル・プラはまだ町であった。教区教会ができた後、居酒屋ができ職人が移住してきた。バルセロナへ商売のため向かう人々のため、リュブラガート川をさかのぼる渡し守もいた。
19世紀初頭のアル・プラは、いまだ農産品を売買して暮らす町であった。1873年にはリュブラガート川に新しい橋がかかり、1881年に鉄道が敷かれた。1923年より3つの飛行場が置かれ、海軍航空隊、ジュゼップ・カヌダス社、ラテコエール社が利用した。

## 姉妹都市
- ガロビージャス・デ・アルコネタル、スペイン
- ヒバーラ、キューバ
- ククラ・ヒル、ニカラグア
- フィンガル郡、アイルランド